# ドロテア・ア・ダンマーク (1528-1575)
ドロテア・ア・ダンマーク（Dorothea af Danmark, 1528年 - 1575年11月11日）は、ドロテアはデンマーク王フレゼリク1世とソフィー・ア・ポンメルンの娘。1573年にメクレンブルク＝ガーデブッシュ公クリストフと結婚した。

## 生涯
ドロテアは幼い頃からポメラニアで母方の祖父母のもとで育ったが、成人してからはデンマーク宮廷およびキールにおいて母親とともに過ごした。1548年にザクセンで行われた姪のアンナ・ア・ダンマークの結婚式に参列したが、それ以外は目立たない生活を送っていた。ドロテアは結婚の2年後に亡くなり、妹エリサベトはドロテアの墓の上に記念碑を建てた。